# Hálózati szegmens
A számítógép-hálózat azon részét, amelyben minden eszköz ugyanazt a fizikai réteget használva kommunikál, hálózati szegmensnek nevezzük. Az olyan hálózati eszközök, amelyek a fizikai réteget kiterjesztik (jelismétlők vagy hubok), a hálózati szegmens határát is kitolják. Az adatkapcsolati réteg szintjén vagy magasabb szinten működő eszközök azonban új fizikai réteget hoznak létre, és így nem terjesztik ki a hálózati szegmenst sem, hanem újat hoznak létre.

## Ethernet
Ethernet-hálózatban a hálózati szegmenst ütközési tartománynak (collision domain) is nevezik. Ezt olyan, azonos buszra kötött eszközök alkotják, melyek CSMA/CD ütközésre képesek egymással, és képesek egymás csomagjait válogatás nélküli üzemmódban (promiscuous mode) lehallgatni. Magában foglalja az ugyanarra a hubra kötött eszközöket, amik szintén ütközhetnek egymással.
Modern, switch-alapú Ethernet-hálózatokban a fizikai réteget igyekeznek a lehető legkisebbre venni, hogy csökkentsék az ütközések esélyét. Ily módon minden hálózati szegmenst pontosan két eszköz alkot, és a szegmenseket switchek és routerek segítségével kötik össze, hogy egy vagy több szórási tartományt (broadcast domain) alkossanak.

## Token ring
Token Ring hálózatban minden gép, ami azonos Media Access Unitra van kötve, ugyanannak a hálózati szegmensnek a részét képezi.

## Tokenbusz
Az azonos tokenbuszra csatlakozó gépek mind ugyanabban a hálózati szegmensbe tartoznak.

## Fordítás
- Ez a szócikk részben vagy egészben a Network segment című angol Wikipédia-szócikk ezen változatának fordításán alapul.  Az eredeti cikk szerkesztőit annak laptörténete sorolja fel. Ez a jelzés csupán a megfogalmazás eredetét és a szerzői jogokat jelzi, nem szolgál a cikkben szereplő információk forrásmegjelöléseként.